# Словцов, Иван Яковлевич
Ива́н Я́ковлевич Словцо́в (17 [26] ноября 1844, Тюмень, Тюменский округ, Тобольская губерния, Западно-Сибирское генерал-губернаторство — 19 октября [1 ноября] 1907, Санкт-Петербург, Санкт-Петербургская губерния) — русский исследователь Сибири, основатель и многолетний директор Александровского реального училища в Тюмени, а также Тюменского областного краеведческого музея. Отец директора Института экспериментальной медицины Бориса Словцова.

## Биография
Иван Словцов родился в 1844 году в городе Тюмени, Российская империя, в семье священника Якова Словцова и его жены. Учился в Тобольской гимназии, затем в Казанском университете на факультативе физико-математики. В 1865 году приехал в Омск на службу в Главном управлении Западной Сибири, с 1870 года преподавал естественную историю. В 1876 году был на конгрессе ориенталистов в Санкт-Петербурге. В 1877 году совершил экспедицию в Кокчетавский уезд Акмолинской области, с этого времени Словцов начал больше отдаваться исследованиям Сибири. В том же 1877 году была перепись населения[уточнить], он выступил не только как секретарь, но и издал результаты в 2 томах. В 1879 году Словцова назначили директором только открытого в Тюмени Александровского реального училища, в котором он проработал целых 27 лет.
Летом Словцов всё время организовывал экспедиции в Тавдинский, Пермский и Туринский края, а также в Богословский горный округ и Казахстан. На раскопки в окрестности Тюмени, на берега озера Андреевского в 1883—1885 годах.
В 1906 году он по болезни ушёл в отставку и уехал к сыну, Борису, в Петербург. Умер 19 октября 1907 года. Состоял в чине действительного статского советника (соответствует генеральскому). Похоронен рядом с супругой на Никольском кладбище Александро-Невской Лавры в Санкт-Петербурге. Памятник, находившийся в полуразрушенном состоянии и на котором не было надписи о том, что здесь похоронен И. Я. Словцов (значилось лишь имя жены), был восстановлен в ноябре 2019 года.
Имя И. Я. Словцова, которого называли «сибирским энциклопедистом», носит Тюменский музейный комплекс.

### Список произведений
- В стране соболя и кедра // Записки ЗСОРГО. Омск, 1892. Кн. XIII. Вып.1.
- Материалы о распределении курганов и городищ в Тобольской губернии / Ив. Як. Словцов. - [Б. м. : б. и.], [1889?]
- О находках предметов каменного периода близ г. Тюмени в 1883 г. // Записки ЗСОРГО, Омск, 1885. Кн. VII. Вып. 1.
- О распространении и урожаях сибирского кедра = Pinus Сembra / И. Словцов. - [Б. м. : б. и.], [1887?]
- Обозрение Российской империи. — М., 1896,
- Труды Акмолинского статистического комитета. Материалы по истории и статистике Омска, извлеченные из однодневной переписи 1877 года / обраб. И. Я. Словцовым. Ч. 1. - Омск : Тип. Акмол. обл. правления, 1880
- Труды Акмолинского статистического комитета. Материалы по истории и статистике Омска, извлеченные из однодневной переписи 1877 года / обраб. И. Я. Словцовым. Ч. 2. - Омск : Тип. Акмол. обл. правления, 1880
- Степан Иванович Гуляев : биографический очерк / сост. И. Я. Словцовым. - Омск : Тип. Акм. Обл. Правл., 1891
- Физическая география. — М., 1896.